# Eudasyphora tateyamensis
Eudasyphora tateyamensis är en tvåvingeart som först beskrevs av Shinonaga 1976.  Eudasyphora tateyamensis ingår i släktet Eudasyphora och familjen husflugor. Inga underarter finns listade i Catalogue of Life.